# Teamwork
Teamwork er teorien bag at arbejde som et team eller et hold i erhvervs-, hobby-, sportslig eller anden sammenhæng.
Et team kan defineres ved at have et klart formuleret mål og sammensat af personer med forskelige faglige kompetencer. Målet ville ikke kunne indfries udenlukkende via enkelte personer. Teamwork handler om at teamet er velfungerende.
Der kan skelnes mellem teams, som er fysisk lokaliserede og rent virtuelle teams.